# Christian Carl Peters
Christian Carl Peters, född 26 juli 1822, död 17 september 1899, var en dansk skulptör.
Christian Carl Peters var elev till Herman Wilhelm Bissen, studerade 1850-52 i Italien, var 1868-89 professor vid konstakademien i Köpenhamn. Peters har bland annat utfört tre kolossalstatyer för Marmorkirken, men hans mindre arbeten har ansetts konstnärligt bättre, bland annat Dansande faun, som spelar dubbelflöjt (Kunstmuseet, Köpenhamn), Sörjande Psyche med flera. Peters har även tecknat modeller för guldsmedsarbeten.

## Utmärkelser
- Eibeschützpriset,  1863[5]
- Riddare av Dannebrogorden,  1874[6]
- Dannebrogsmännens hederstecken,  1887[6]

[Redigera Wikidata]